# Phorbia morula
Phorbia morula este o specie de muște din genul Phorbia, familia Anthomyiidae, descrisă de Ackland în anul 1967.
Este endemică în Nepal. Conform Catalogue of Life specia Phorbia morula nu are subspecii cunoscute.